# Tarquinio Zambelli

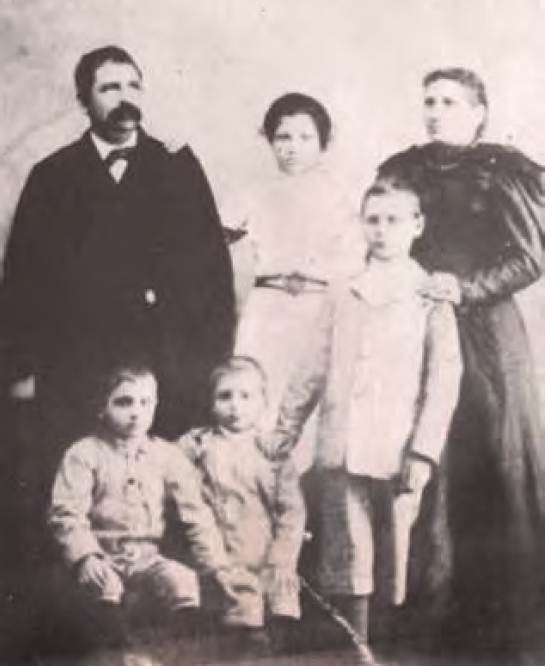
Tarquinio e Rosa Zambelli em pé, com os filhos Estácio, Raffaelle, Annunzia e Mário (da esquerda para a direita), início do século XX.

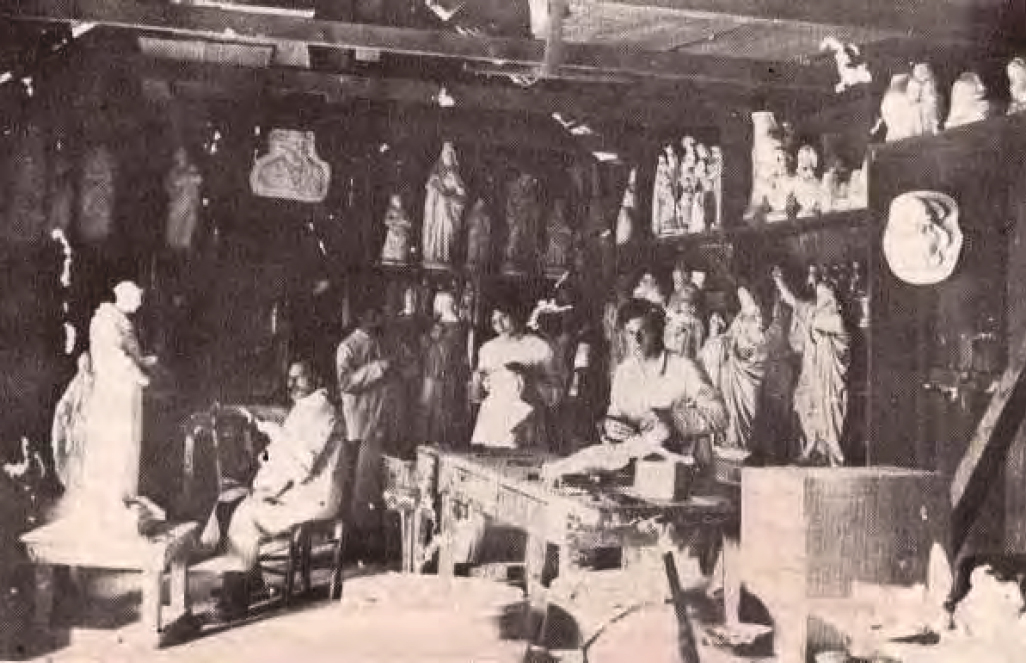
O Atelier Zambelli em 1912. Da esquerda para a direita, Tarquinio (sentado) e os filhos Mário, Annunzia e Estácio.

Tarquinio Zambelli (Canneto sull'Oglio, 8 de setembro de 1854 — Caxias do Sul, 17 de julho de 1934) foi um escultor e decorador italiano radicado em Caxias do Sul, no Brasil. Recebeu preparo profissional na prestigiada Academia de Belas Artes de Milão, conquistando reconhecimento ainda jovem. Mudando-se para o Brasil, fixou-se na região colonial italiana, que estava começando a se desenvolver. Ali logo se tornou o mais importante escultor e decorador em atividade, especializando-se na arte sacra e atendendo a uma clientela de toda a região. 

## Vida
Tarquinio era filho de Angelo Zambelli, um entalhador sobre quem nada se sabe. Segundo a tradição familiar, quatro gerações anteriores a Tarquinio já se dedicavam às artes. Estudou na Escola de Belas Artes de Milão, recebendo preparo em pintura, escultura e decoração. Graduou-se com apenas 16 anos, e com 24, já sendo reconhecido em sua terra, casou-se com Rosa Pizzon. Mudou-se para o Brasil em meados de 1883, seguindo conselho de sua irmã Adelaide, que já vivia em Caxias do Sul casada com um engenheiro encarregado de abrir estradas. Ao chegar no Rio de Janeiro, sua boa reputação o precedera, sendo convidado a ingressar como professor na Academia Imperial de Belas Artes, mas recusou-se, já tendo estabelecido planos para se fixar em Caxias. Na passagem por Porto Alegre, outra vez foi convidado a lecionar, mas novamente rejeitou a oferta, pelo mesmo motivo.
Michelangelo, seu primogênito, nasceu na Itália, e no Brasil teria mais quatro filhos: Mário, Annunzia, Estácio e Raffaele, introduzindo a todos na profissão e levando-os para trabalhar consigo. Três desenvolveram carreiras próprias bem sucedidas. Raffaele, porém, morreu muito jovem, e Annunzia se limitava a dar o acabamento e pintar as estátuas que os outros criavam. Unindo-se em segundas núpcias com Carmella Troian, em 1916, teve com ela mais três filhos: Edmundo Valentim, Angelo Raphael e Américo. Edmundo também se dedicaria às artes, preferindo no entanto a pintura e a decoração de clubes, mas acabou por abandonar a carreira e se voltar para a política na cidade de Bom Jesus, onde chegou a ser vereador por quatro mandatos consecutivos entre 1952 e 1968. Américo padeceu de uma doença mental por toda a vida, e Ângelo se tornou um industrial bem sucedido em Belo Horizonte. Porém, o novo casamento trouxe conflitos com os filhos do primeiro, que não se comunicavam com seus meios-irmãos. Após este rompimento, Tarquinio passou a trabalhar sozinho.

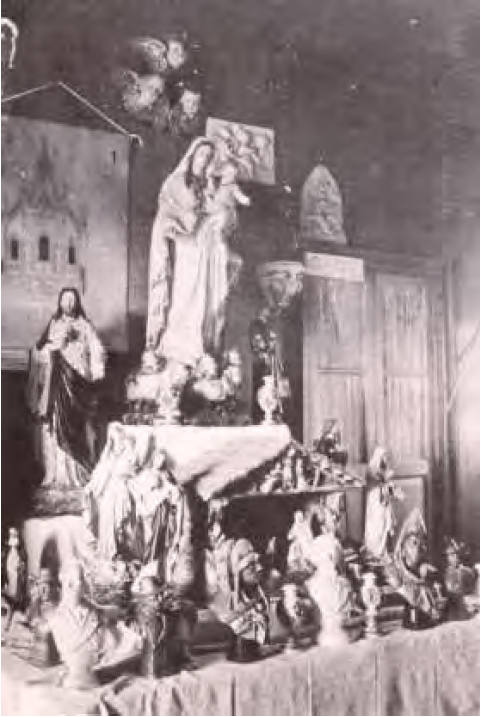
Detalhe do seu atelier.

Apesar de seu treinamento qualificado, Tarquinio não encontrou boas condições de trabalho na embrionária colônia italiana, carecendo de ferramental e materiais adequados, precisando improvisar. Suas obras iniciais refletem essa precariedade, sendo rústicas e em regra de pequenas dimensões. Mais tarde pôde expressar melhor suas qualidades. Além disso, o mercado era limitado quase exclusivamente à estatuária devocional, consumida por um público relativamente reduzido e em geral de escassos recursos. Acostumado com o dinâmico, opulento e variado cenário artístico europeu onde se formara e iniciara uma promissora carreira, sua adaptação ao ambiente da colônia não foi fácil, mas parece ter sido rápida, e em poucos anos já tinha grande clientela em toda a região, podendo sustentar sua família numerosa com relativo conforto, como atestam fotografias onde aparecem ele e os seus com trajes da moda.
Dominava uma multiplicidade de técnicas, como consta na publicidade de seu atelier, a que chamava de "Grande Laboratório Artístico", sugerindo, como pensa Nátali Lazzari, uma índole inquisitiva e uma ênfase na técnica. Vale transcrever o que anunciava: 
"Obras reunidas de douração — envernização — decoração. Imitação de madeira, mármore, metal e cerâmica. Ornatos e trabalhos em cartão-pedra e papel machê. Restauração de igrejas. Fábrica de estátuas e grupos religiosos em plástica (gesso), papel de plástica, madeira e cimento. Artigos de fantasia, bustos, cornijas artísticas, decoração para teatros, igrejas e aposentos. Por incumbência e sob desenho (projeto) se assume a construção de altares, imagens, balaústres, tronos, etc." 
Participou de vários salões de arte no estado e no Brasil, e em todos foi premiado, a maioria das vezes com medalha de ouro. Através de seus laços familiares na Itália, enviou obras para certames artísticos, e também lá recebeu distinções, mas não há registro de quais obras teria apresentado nessas ocasiões. Segundo testemunhos de época, tinha um gênio difícil, e sua nora disse que todos tinham medo dele. Apreciava o cinema e o teatro, e escreveu uma peça teatral. Após produtiva carreira, Tarquinio faleceu em 17 de julho de 1934. Em sua homenagem, seu nome foi dado a uma rua em Caxias do Sul.

## Obra

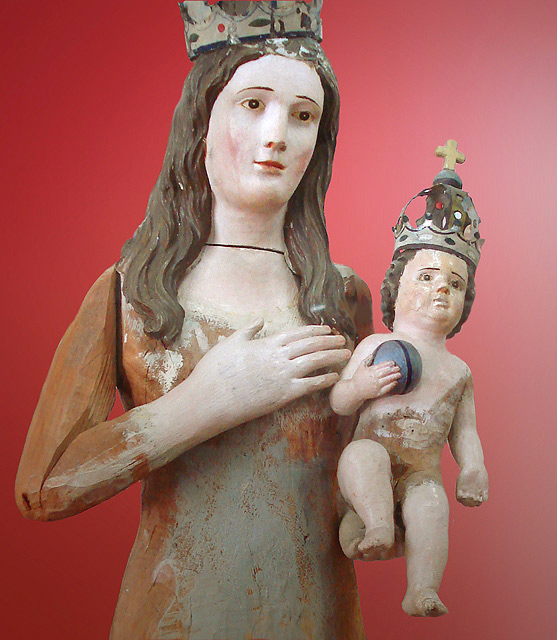
Tarquinio Zambelli: Nossa Senhora da Misericórdia, 1885, Museu Municipal de Caxias do Sul. Uma de suas primeiras obras documentadas. O corpo é entalhado rusticamente porque a estátua era apresentada vestida com trajes de tecido.

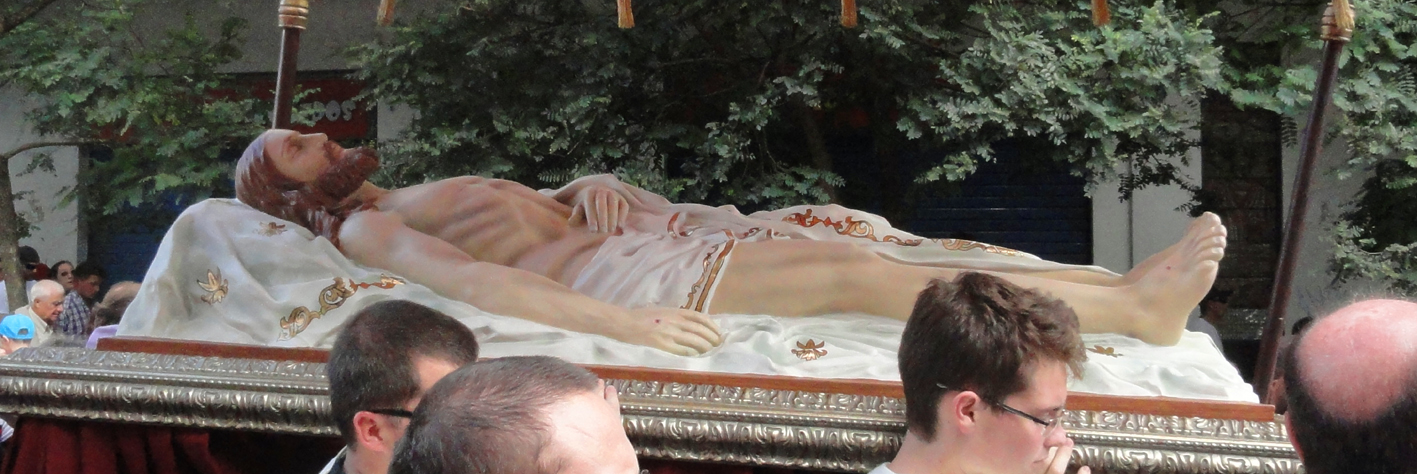
O Cristo Morto durante a Procissão do Encontro de 2013.

Concentrou suas atividades no nordeste gaúcho, na área onde se fixaram os colonos italianos, mas realizou obras importantes para igrejas da Capital, como o grupo de Nossa Senhora do Rosário de Pompeia com São Domingos e Santa Catarina, originalmente destinada para a Igreja das Dores. Antes de ser entronizada, a composição foi exposta no Club Caixeiral, atraindo muitos visitantes e despertando a admiração geral, como foi noticiado na imprensa. Desde 1962 o grupo se encontra na Igreja de Nossa Senhora de Pompeia, na mesma cidade, infelizmente muito repintado e com algumas modificações estruturais, alterando significativamente a criação original.
Outra composição digna de nota é o seu Cristo Morto, instalado na Catedral de Caxias do Sul, carregado em procissões e objeto de grande veneração na Semana Santa. Foi responsável também pela decoração da fachada do antigo Banco Nacional do Comércio em Caxias. O Museu Municipal de Caxias do Sul possui uma estátua de roca representando Nossa Senhora da Misericórdia e um baixo-relevo alegórico sobre a imigração italiana, premiado em 1901 com medalha de ouro em uma exposição estadual em Porto Alegre, entre outras obras. Sua peça mais impactante, porém, uma Pietà com Jesus morto em seus braços, em tamanho natural, de intensa dramaticidade, não foi terminada.
Suas figuras se caracterizam em geral por apresentar vestidos movimentados, a cabeça ligeiramente inclinada, de cabelos bastos repartidos ao meio, caindo em mechas onduladas pelas costas, às vezes com penteados complexos; olhos pequenos, amendoados e descaídos, boca pequena e orelhas parcialmente ocultas pelo cabelo; mãos com gestualidade expressiva e graciosa. Também projetou algumas capelas e realizou sua decoração interna.
Foi talvez, como afirma Athos Damasceno, o mais prolífico escultor sacro do estado. Segundo ele, "o exame de várias obras de sua autoria revela a presença de um escultor de boa escola, de um entalhador destro. E dá a medida exata de seus meios de expressão — um tanto frios e muito fiéis às lições recebidas e aos modelos tomados à Academia, mas, ainda assim, estimáveis". Seu maior concorrente foi Pietro Stangherlin, com quem é frequentemente comparado, mas Damasceno diz que "em um confronto entre ambos, podemos verificar que em Tarquinio Zambelli encontramos mais tradição, porém não podemos negar que em Stangherlin encontramos um grande desembaraço, apesar de sua frágil formação autodidata". Outros autores, como Nátali Cristina Lazzari, João Spadari Adami e Luís de Boni, o colocam em posição privilegiada, vendo nele o mais importante santeiro da região colonial italiana. Para Lazzari, 
"As esculturas religiosas de Zambelli e Stangherlin, mesmo que consideradas em seus limites quanto a aspectos de técnica e inovação, parecem representar o exemplo de expressão plástica de maior abrangência na região da Terceira Colônia, constituindo-se no fundo comum de visualidade sobre o qual a comunidade da época formaria o seu 'museu imaginário' e, provavelmente, derivaria seus conceitos primários sobre a escultura. Desse modo, é válido dizer que, em sua simplicidade, as produções de Zambelli e Stangherlin atenderam em grande parte às expectativas desse povo, de gosto formado com base nos padrões da imaginária religiosa, assim como pela simplicidade das gravuras de temas bíblicos e dos santos de devoção. [..]. Por tudo isso, é necessário reconhecer que.... deram uma importante parcela de contribuição para tornar visíveis expressões típicas da religiosidade do meio cultural em que atuaram".